# Actinote alicunde
Actinote alicunde är en fjärilsart som beskrevs av Thomas Henry Potts 1944. Actinote alicunde ingår i släktet Actinote och familjen praktfjärilar. Inga underarter finns listade i Catalogue of Life.